# Tjebbe van Oostenbruggen
Tjebbe van Oostenbruggen (Zeist, 22 september 1979) is een Nederlands politicus namens Nieuw Sociaal Contract (NSC). Sinds 15 november 2024 is hij staatssecretaris van Financiën in het kabinet-Schoof, met de portefeuille Fiscaliteit en Belastingdienst. Sinds 12 december 2024 is hij ook verantwoordelijk voor de Douane.
Voor zijn staatssecretariaat was hij vanaf 6 december 2023 Tweede Kamerlid. Voordat hij de politiek in ging, was hij ondernemer.

## Carrière
Van Oostenbruggen studeerde International Business in Maastricht.
Vanaf 2009 werkte hij bij Brainnet, een arbeidsbemiddelaar. Bij de verkoop van het bedrijf in 2021 had hij 65% van de aandelen in bezit, wat hem ruim 62 miljoen opleverde toen het bedrijf werd verkocht. Een deel investeerde hij weer in het nieuw gevormde bedrijf.
Na de verkoop van het Brainnet werd hij partner bij investeringsmaatschappij Genua Capital.
Bij de verkiezingen van 22 november 2023 stond hij op plaats 15 van de kandidatenlijst van NSC. In een interview met Quote zegt hij over zijn lidmaatschap van NSC: "Toen Nieuw Sociaal Contract was opgericht, wilde ik daar direct bij horen. Als ondernemer heb ik me nooit thuisgevoeld bij CDA of VVD. Mooie verhalen, maar er wordt nooit echt doorgepakt op thema’s die belangrijk zijn voor ondernemers. De arbeidsmarkt is daar het beste voorbeeld van. Hoe lang praten we al wel niet over zaken als schijnzelfstandigheid, uitbuiting en ..." (zin loopt in het interview niet verder).
Hij werd na zijn beëdiging op 6 december 2023 woordvoerder financiën. Voor de Europese verkiezingen in 2024 was hij de campagneleider van het NSC. De partij haalde 1 zetel in het Europees parlement.
Op 15 november 2024 werd Van Oostenbruggen staatssecretaris van Financiën op de onderdelen Fiscaliteit en Belastingdienst. Hij volgde daarmee zijn op 1 november afgetreden partijgenoot Folkert Idsinga op. Hiermee maakt hij deel uit van het kabinet-Schoof. Sinds de Kamerverkiezingen van 2023 wordt er een hoorzitting gehouden met kandidaat-bewindslieden. Op 14 november was de hoorzitting met Van Oostenbruggen. In zijn motivatiebrief gaf hij aan zich onder meer te willen inzetten voor zzp’ers en flexwerkers. Op 15 november werd hij door de koning beëdigd.
Sinds het aantreden van staatssecretaris Sandra Palmen op 12 december 2024 is Van Oostenbruggen ook verantwoordelijk voor de Douane, een dossier dat hij overnam van de afgetreden Nora Achahbar.

## Privé
Tjebbe van Oostenbruggen is getrouwd en heeft twee dochters. Hij is actief kerklid en doet aan hardlopen, bootcamp en volleybal.
Over zijn (kandidaat-)Kamerlidmaatschap vertelde hij: "Thuis waren ze daar niet meteen happig op trouwens, maar ze vonden ook: als je het écht graag wil, dan moet je het proberen."